# Обри, Этьен
Этьен Обри (фр. Étienne Aubry; 10 января 1745[…], Версаль — 25 июля 1781 или 24 октября 1781, Версаль) — французский художник, жанрист и портретист.

## Биография
Родился в 1745 году в Версале в бедной семье. Его братом был Филипп Шарль Обри, в дальнейшем ставший первым переводчиком «Страданий юного Вертера» Гёте на французский язык. 
Рано проявил талант к рисованию. Учился живописи сперва у малоизвестного художника Жака Огюстена де Сильвестра, а затем у Жозефа-Мари Вьена, будущего директора Французской академии в Риме и Первого художника короля.
В 1771 году дебютировал на ежегодном Парижском салоне и в том же году был принят в Королевскую академию. В 1775 году стал её полноправным членом и после этого увлёкся написанием жанровых сцен. О творчестве Обри положительно отзывался Дидро в своих ежегодных обзорах картин, представленных на Парижском салоне. Произведения Обри расходились в гравюрах, исполненных несколькими мастерами.  
В 1777 году художник отправился в Рим, где провёл следующие года. В этот период писал исторические сцены, которые, однако, не пользовались ожидаемым успехом. Разочарованный Обри в 1780 году вернулся во Францию, где уже в следующем году скончался от лихорадки. Его картина «Прощание Кориолана с женой», выставленная на Салоне осенью 1781 года, несколько месяцев спустя после смерти художника, имела большой, но запоздалый успех.
Обри был женат и имел единственного сына, который учился живописи в мастерской у Франсуа Андре Венсана, но значительных успехов, по всей вероятности, не достиг.

## Галерея

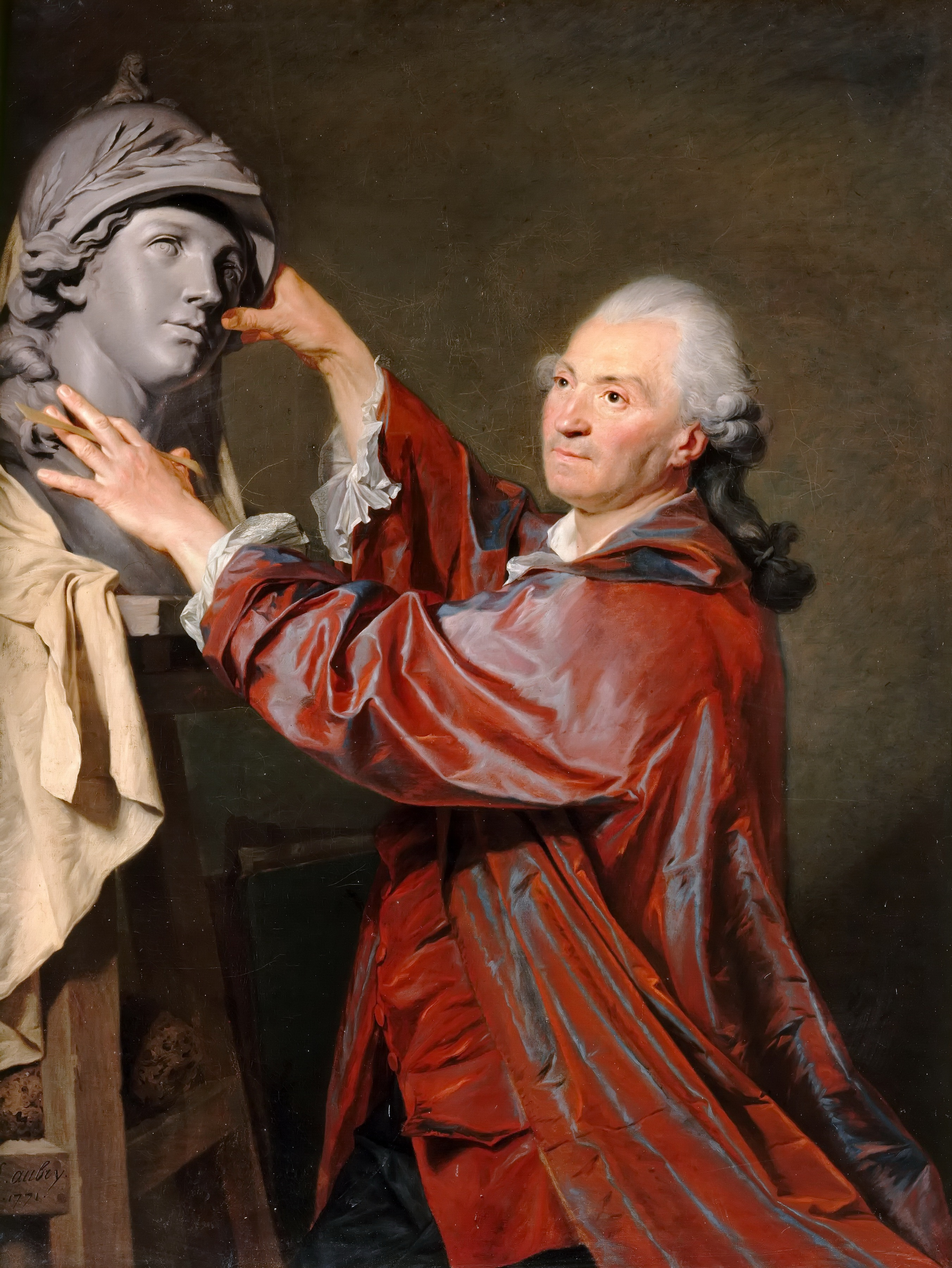
Скульптор Луи Клод Вассе, 1771, Лувр/Версаль
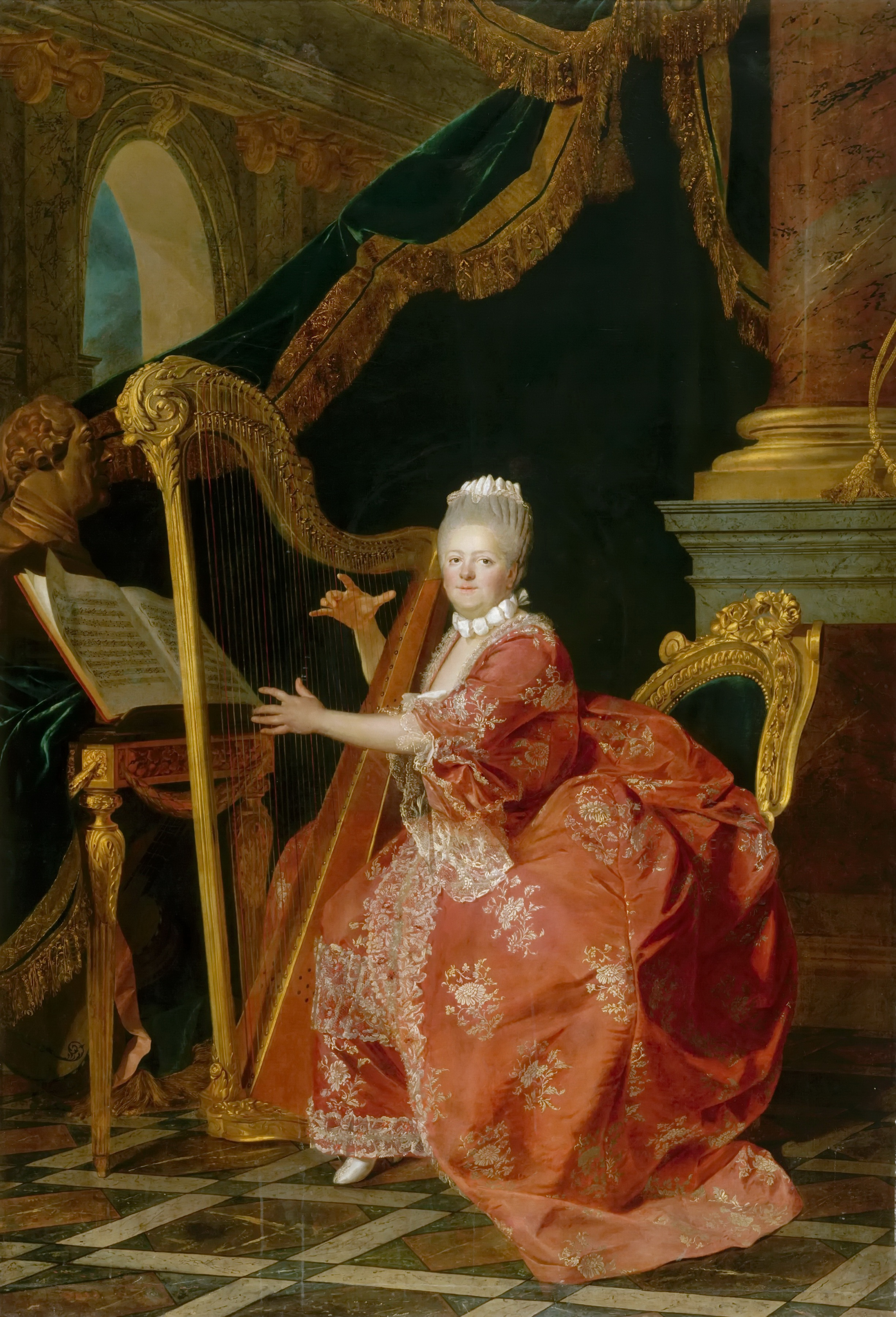
Принцесса Виктория Французская, 1773, Версаль
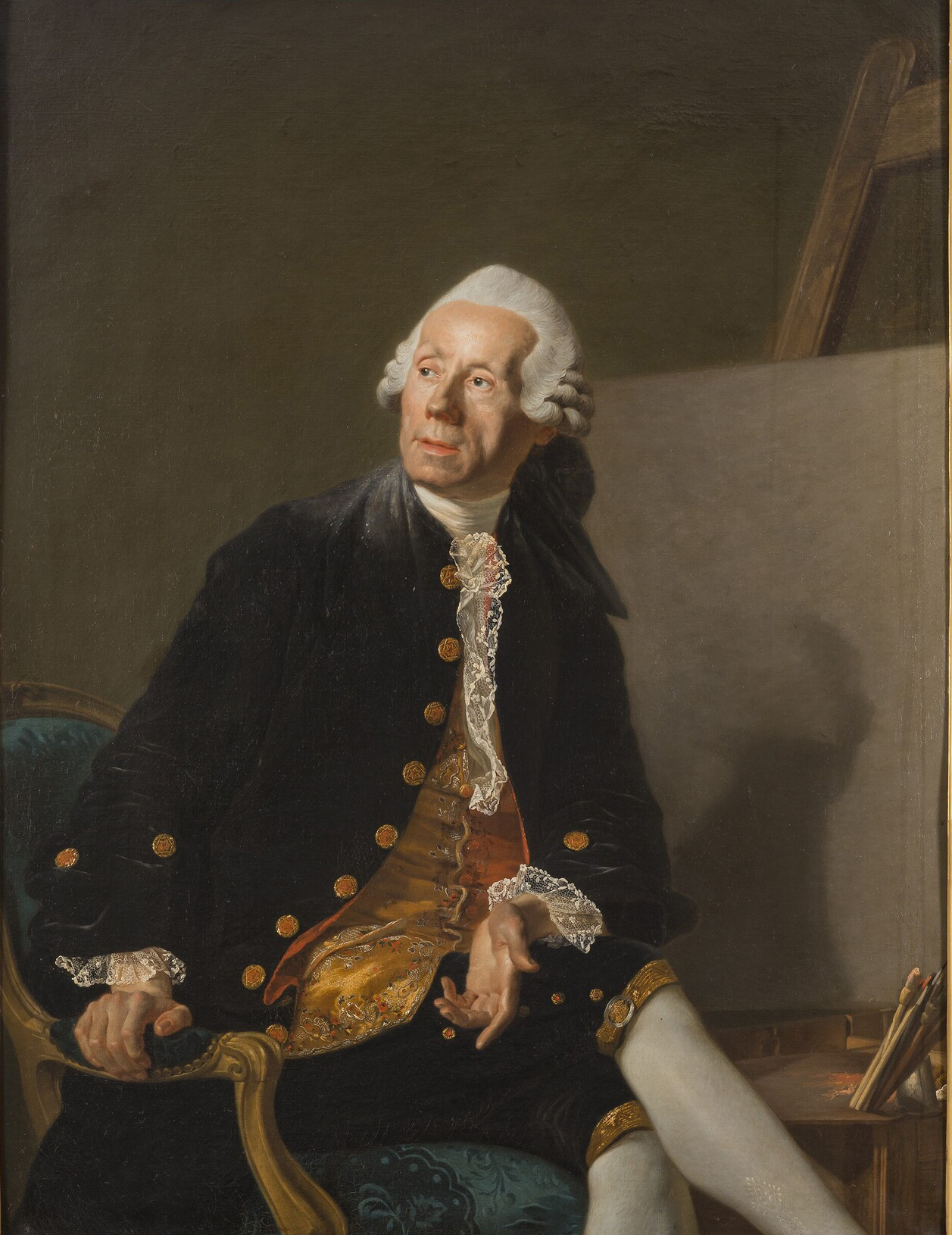
Художник Ноэль Алле, ок. 1775, Версаль
Прощание с кормилицей, 1770-е, Институт искусств Стерлинга и Франсин Кларк, Уильямстаун, Массачусетс, США
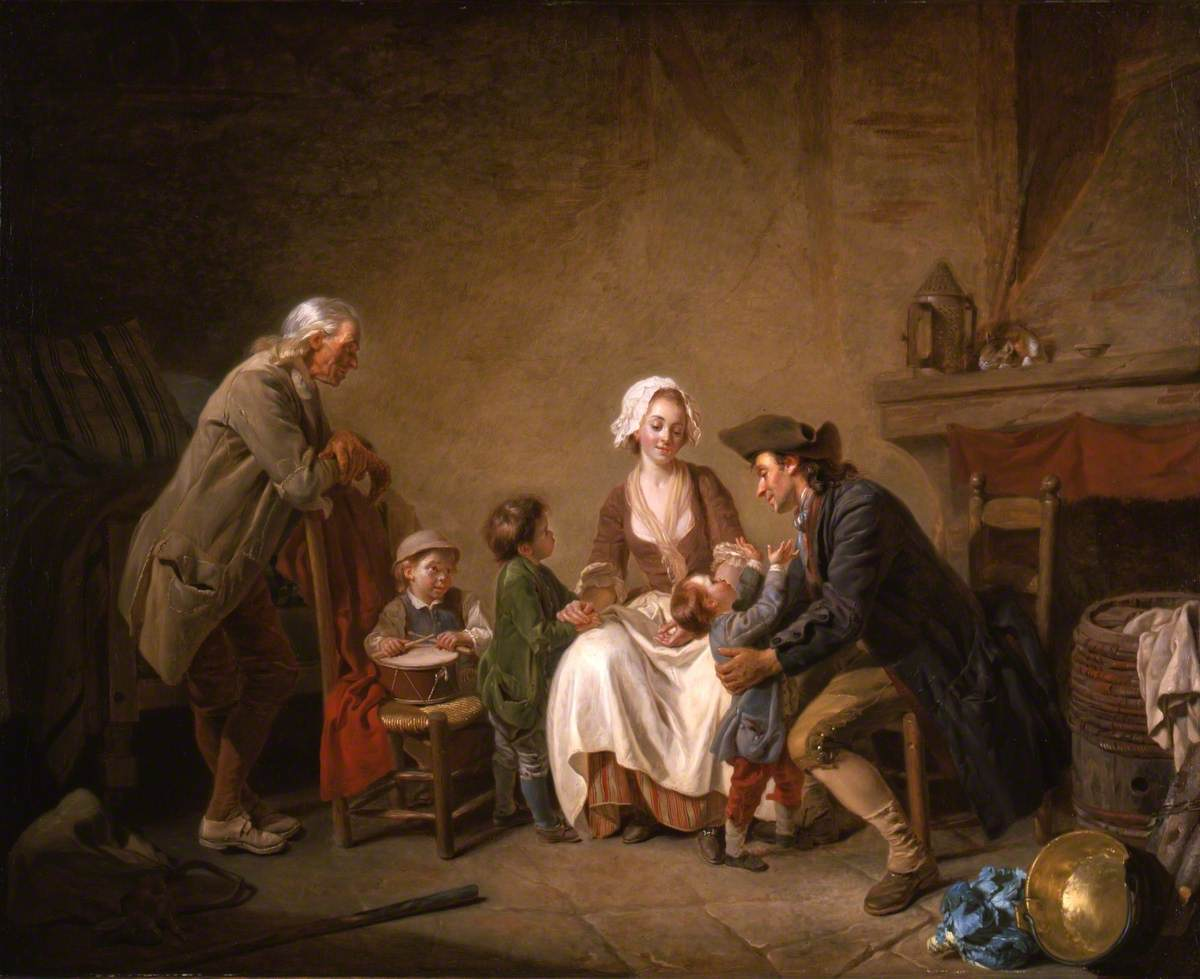
Отцовская любовь, 1775, Институт изящных искусств Барбера, Бирмингем, Великобритания
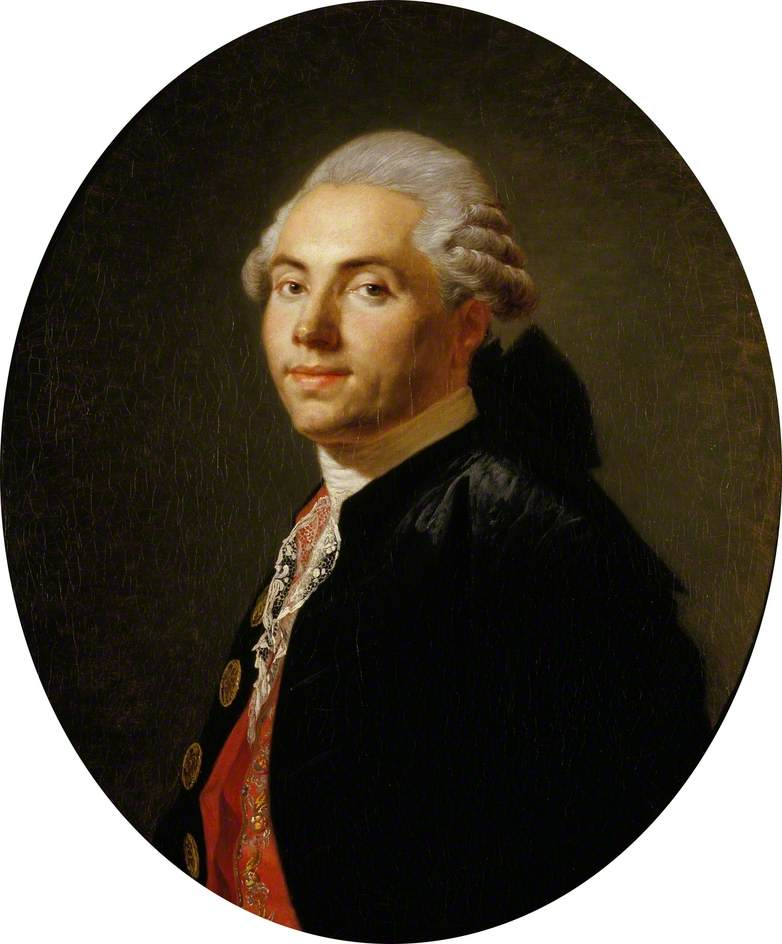
Портрет неизвестного, Музей Эшмола, Оксфорд